# Paduniella vandeli
Paduniella vandeli är en nattsländeart som beskrevs av Decamps 1965. Paduniella vandeli ingår i släktet Paduniella och familjen tunnelnattsländor. Inga underarter finns listade i Catalogue of Life.